# Robin Leigh-Pemberton
Robert "Robin" Leigh-Pemberton, baron Kingsdown, (5 janvier 1927 - 24 novembre 2013) est un pair britannique et un banquier, qui est gouverneur de la Banque d'Angleterre de 1983 à 1993.

## Biographie
Leigh-Pemberton fait ses études à St Peter's Court, puis au Collège d'Eton. Il fréquente le Trinity College, Oxford, obtenant son diplôme en 1950. En 1954, il est admis au Barreau et exerce le droit pendant plusieurs années. Il devient finalement président de la National Westminster Bank, puis gouverneur de la Banque d'Angleterre de 1983 à 1993.
Il est nommé au Conseil privé en 1987, et créé pair à vie le 14 juillet 1993, en tant que baron Kingsdown, de Pemberton dans le comté de Lancashire. Il est fait Chevalier de l'Ordre de la Jarretière en 1994, et est également le Lord Lieutenant du Kent. Entre 1979 et 1992, il est colonel honoraire de la Kent and Sharpshooters Yeomanry et entre 1977 et 1984, il est pro chancelier de l'Université du Kent. Il siège au conseil d'administration de la Banque des règlements internationaux.
Sa famille a une longue association avec Kingsdown et Torry Hill, près de Doddington, dans le Kent, où il reconstruit le manoir familial dans les années 1960. Il offre une vue saisissante au nord vers l'île de Sheppey, la Swale et l'Estuaire de la Tamise. Sur le terrain du domaine, il y a aussi ce que l'on pense être le seul tribunal d'Eton Fives attaché à un logement privé; il est construit en 1925. Le père de Lord Kingsdown a également construit un chemin de fer miniature privé dans les années 1930.
L'un de ses fils, James Leigh-Pemberton, poursuit l'association de la famille avec le duché de Cornouailles (commençant avec son chancelier, Thomas Pemberton Leigh (1er baron Kingsdown) (en)) en tant que receveur général. Son frère, Jeremy Leigh-Pemberton, est lieutenant adjoint du Kent et président de la paroisse voisine de Wormshill.